# Alsdorf (Eifel)
Alsdorf település Németországban, Rajna-vidék-Pfalz tartományban. Lakosainak száma 465 fő (2023. december 31.).

## Népesség
A település népességének változása:
| Lakosok száma | 346  | 443  | 452  | 459  | 458  | 484  | 465  |
|               | 1975 | 2014 | 2017 | 2019 | 2021 | 2022 | 2023 |